# Sistema Militar de Salud de EUA

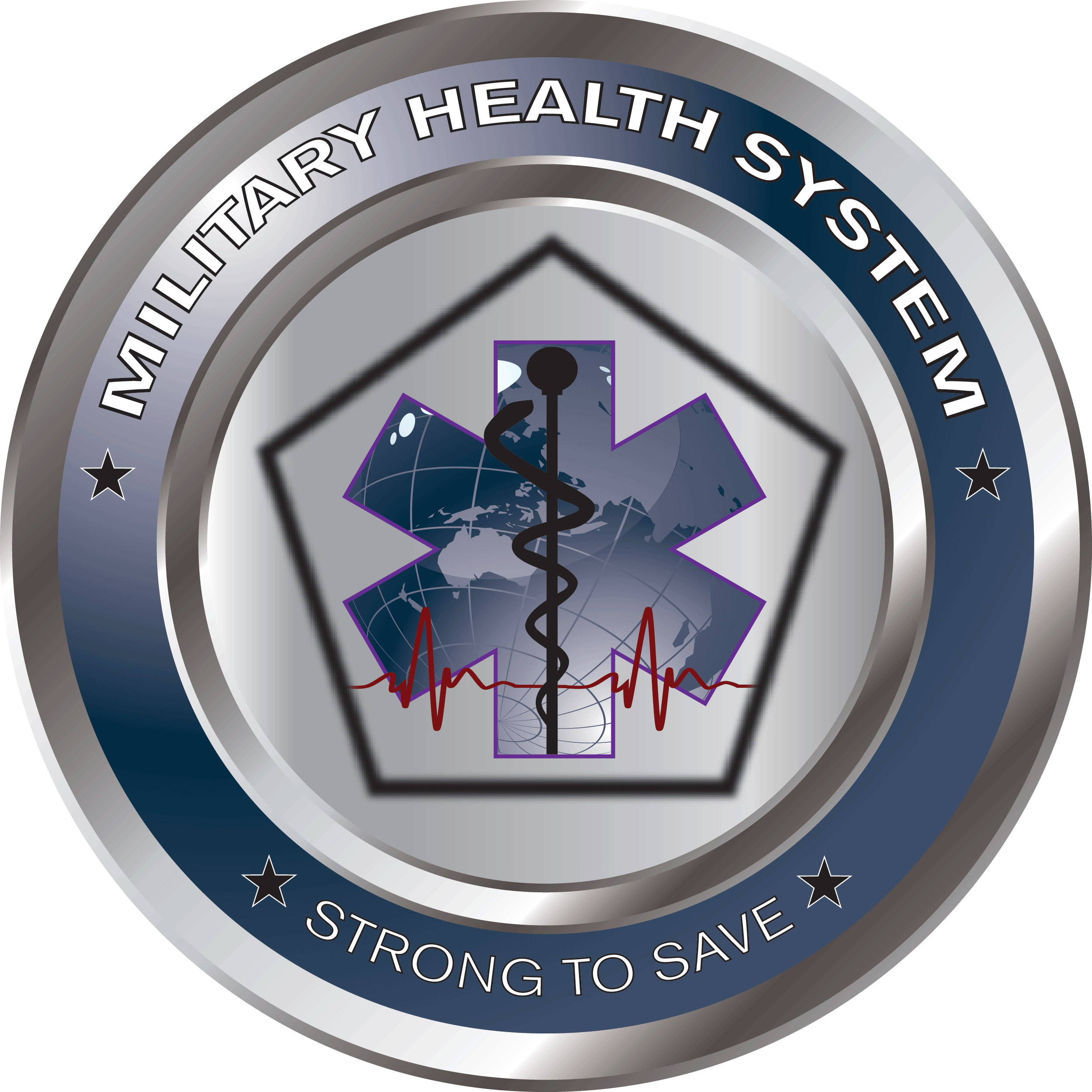
Emblema del Sistema Militar de Salud donde se observa su lema strong to save (fuerte para salvar en español)

El sistema militar de salud de Estados Unidos (MHS por sus siglas en inglés) es una empresa perteneciente al departamento de defensa, cuya misión es proveer servicios de salud al personal militar; ya sea retirado o en servicio y a sus beneficiarios.
Su misión a menudo es descrita como preparativa médica. Este esfuerzo incluye pruebas médicas, elección de candidatos, tratamiento médico de emergencias para hombres y mujeres involucradas en conflictos, al igual que el mantenimiento de los estándares físicos de los reclutas. En apoyo a los militares activos, el MHS ofrece a los derechohabientes de estos cuidados médicos cuando le es posible.
Algunos ex cónyuges también se incluyen entre los beneficiarios de dichos servicios. Desde 1966, gracias al programa civil de salud para el servicio (CHAMPUS por sus siglas en inglés) y su sucesor, TRICARE, el servicio médico civil para derechohabientes menores de 65 años del personal en servicio activo y los retirados ha estado disponible (con algunas limitaciones). Desde octubre de 2001, los beneficios de TRICARE están disponibles también para los retirados y sus derechohabientes de 65 años o menores.
El MHS tiene un presupuesto de $50,000 millones y sirve aproximadamente a 9,6 millones de beneficiarios. El costo actual por tener un sistema militar de salud competente es muy alto, debido a los salarios y los beneficios pagados al personal militar que trabaja para el MHS. Los retirados que trabajaban en él no están incluidos en el presupuesto. Los empleados del MHS son más de 137,000 en 65 hospitales, 412 clínicas y 414 clínicas dentales en instalaciones alrededor de la nación y el mundo, así como en situaciones de contingencia y operaciones de combate globales.

## Historia
Previamente a la Guerra Civil,   la atención médica en el servicio militar fue proporcionada en gran medida por cirujanos de los regimientos militares y cirujanos aliados. Mientras más se intentaba establecer un sistema médico centralizado, la prestación de atención fue en gran parte local y limitada. La disponibilidad de un tratamiento efectivo para los pacientes fue, para los estándares modernos,  primitivo. Los cambios significantes empezaron a ocurrir justo por la época de la Guerra Civil, debido a las mejoras en la ciencia médica, las comunicaciones y el transporte, se logró concentrar a las víctimas en un solo lugar y el tratamiento fue más práctico.
En la Segunda Guerra Mundial el EE.UU, Departamento Médico del Ejército se expandió y desarrolló una organización estructurada. El cuidado médico empezó en el campo de batalla para después ser transferido de manera sucesiva a niveles superiores de cuidado médico.  La capacidad del servicio médico en la zona de conflicto fue considerada buena. Esta función tiene el propósito de asegurar la disponibilidad de la atención necesaria, y para ayudar a mantener la fuerza de combate de la unidad mediante la devolución de los soldados al servicio si su condición podía ser tratada eficazmente en el campo de batalla. La expansión continuó durante la Segunda Guerra Mundial gracias a la necesidad de estar listos para los cambios incesantes que provocaba la guerra, pero sin el beneficio de un plan de organización o expansión.
Después de la Segunda Guerra Mundial, el Poder Ejecutivo del Gobierno Federal de los Estados Unidos tuvo una reorganización muy importante. El Departamento de Guerra  y el Departamento de la Marina se fusionaron para formar uno solo, el Departamento de Defensa. La reorganización creó conflictos cuando el Ejército creó su propio sistema médico, al igual que la Marina. Más adelante, la Fuerza Aérea, que originalmente era parte del ejército, fue separado como un servicio militar completamente diferente, creando así su propioServicio Médico.
Los cambios en la percepción de la salud en el mundo después de la Segunda Guerra Mundial y una evaluación de los servicios médicos brindados para personas dependientes causaron que él Congreso revaluará el beneficio del cuidado médico dependiente en la década de los 50. En un punto, los cambios en el derecho fiscal indujeron que las industrias y los negocios empezaran a ofrecer un servicio médico como parte de un incentivo para empleados. En 1956 el Departamento de Defensa hizo un estimado que afirmaba que el 40% de los soldados activos no tenían acceso a las instalaciones federales debido a la distancia, la cobertura incompleta de tratamiento médico en las instalaciones, o debido a la saturación de los servicios en las instalaciones militares médicas. El congreso respondió aprobando el Acto de Cuidado Médico Dependiente en 1956 y las enmiendas de los Beneficios Médicos Militares. En conjunto, estos actos crearon el programa conocido como  Salud Civil y Programa Médico de los Servicios Uniformados, por sus siglas en inglés CHAMPUS.
A finales de la década de los 80, a causa del aumento de los costos, las demandas de reclamación y la insatisfacción de los beneficiarios provocaron que la DOD iniciara una serie de proyectos de demostración. Gracias al programa conocido como la Reforma Iniciativa de CHAMPUS, por sus siglas en inglés CRI,  se proporcionó un servicio médico y administrativo más efeiciente gracias al uso de contratistas. El proyecto CRI fue uno de los primeros en introducir una gestión de las funciones de atención médica para el programa CHAMPUS. A los beneficiarios del proyecto CRI se les ofreció tres opciones:
1.— una organización de mantenimiento de salud-como opción llamada CHAMPUS Prime que la inscripción requerida y ofrece mayores beneficios y acciones de bajo costo,
2.— una organización de proveedor preferido-como opción llamada CHAMPUS adicional que requirieron el uso de proveedores de la red a cambio de acciones de menor costo y
3.— la opción estándar de CHAMPUS que continuó la libertad de elección en la selección de los proveedores y los altos costos compartidos y deducibles.
Aunque la intención inicial del Departamento de Defensa para CRI fue nominar a tres contratistas competitivos sin licitación abarcando seis estados,  con una sola oferta realizada por la Fundación Health Corporation (ahora Health Net) cubierta por California y Hawái, fue realizada. La fundación prestó servicios bajo este contrato entre agosto de 1988 y enero de 1994.
A finales de 1993, en respuesta a los requerimientos del Acto de Apropiación Fiscal del Departamento de Defensa, se anunció planes para implementar un programa de cuidado médico nacional que terminaría de ser formado para mayo de 1997. Este programa fue bautizado como TRICARE y tenía como función la separación de regiones en Estados Unidos específicamente 12 regiones. Una organización administrativa del programa fue designada a cada región y su propósito era coordinar todas las necesidades de cuidado médico en las instalaciones de cada región.
Desde entonces el proyecto TRICARE ha sido reestructurado varias veces, los cambios incluían un realineamiento de los contratos regionales Realineamiento y Cierre de Base  y con la adición de los beneficios que aportaba el nuevo programa «Vida para TRICARE» en 2001 para personas que eran seleccionadas y finalmente la «Selección Reservativa de TRICARE».

## Brechas de cobertura
Mientras que el MHS dedica $50,000 millones en cobertura para personal militar, las brechas en la cobertura persisten, particularmente para los veteranos. En 2012 en un reporte del Urban Institute y la Robert Wood Johnson Foundation analizó los datos de la oficina del censo de 2010 y la encuesta nacional de salud de 2009 y 2010 (NHIS por sus siglas en inglés) para identificar veteranos no ancianos sin asegurar y para estimar los niveles de cobertura médica del estado. El reporte reveló que de los 12.5 millones de veteranos no ancianos en los Estados Unidos, aproximadamente 1.3 millones no tenían seguro médico o acceso al servicio médico para veteranos. Cuando los familiares de los veteranos son incluidos, los no asegurados ascienden a 2.3 millones. 900,000 veteranos usan el servicio médico para veteranos, pero no tienen otra cobertura. Los veteranos no asegurados suelen ser en su mayoría hombres (90.4%), no hispanos (70.4%), solteros (58.2%) y que posean un bachillerato (40.7%). Más de 40% son menores de 45 años de edad.
El U.S. Patient Protection and Affordable Care Act declaró, en 2010, tener las provisiones y el presupuesto destinado para hacer más fácil la obtención de los servicios para los veteranos no asegurados. Bajo esta declaración, los veteranos con ingresos de 138% por debajo de la línea federal de pobreza ($30,429 para una familia de 4 en 2010) calificarían para una cobertura como de enero de 2014; este grupo constituye cerca del 50% de los veteranos que están actualmente sin asegurar. El otro 40.1% de los veteranos y 49% de sus familias tienen ingresos que califican para nuevos subsidios a través de intercambios de seguros de salud con la PPACA.

## Componentes
Dirigido por la secretaria auxiliar de defensa para los asuntos de salud, el MHS incluye varias áreas de organización como:
- TRICARE/TRICARE Management Activity (TMA)
- Force Health Protection and Readiness (FHP&R)
- Uniformed Services University of the Health Sciences (USU)
- Defense Centers of Excellence for Psychological Health and Traumatic Brain Injury (DCOE)
- Office of the Chief Information Officer (MHS-OCIO)

El MHS también incluye los departamentos médicos de la armada, ejército, cuerpo de marines, fuerza aérea, guardia costera y Estado Mayor conjunto y TRICARE como proveedor de servicios.